# Thomas Höpker
Thomas Höpker, también conocido como Thomas Hoepker, (Múnich, 10 de junio de 1936-Santiago de Chile, 10 de julio de 2024) fue un fotógrafo alemán que trabajó en el periodismo fotográfico, miembro de la agencia Magnum, de la que fue presidente entre 2003 y 2007. 

## Biografía
Estudió historia del arte y arqueología en Múnich y en la Universidad de Gotinga. En la Photokina de 1958 obtuvo un premio para jóvenes autores, al año siguiente comenzó sus colaboraciones en diferentes revistas y otras publicaciones. Entre ellas se encuentran Twen que fue una revista mensual juvenil publicada en la RFA entre 1959 y 1971, en Kristall y en Stern. En 1974 se trasladó a Alemania Oriental con su esposa la periodista Eva Windmöller convirtiéndose en el primer fotógrafo acreditado en este país en el que estuvo trabajando durante tres años.
Desde 1971 ha dirigido varios documentales entre los que se encuentran: Juden in Amerika (Judíos en los Estados Unidos), Das Dorf Arabati (El pueblo Arabati) sobre Etiopía,  Tod im Maisfeld (La muerte en el campo de maíz) sobre Guatemala en 1998, Die Insel Robinson Crusoe (La isla de Robinson Crusoe), Die Osterinsel (Isla de Pascua) o Eiskalte Pracht (Belleza helada) sobre los glaciares de la Patagonia en peligro de extinción (TV) en 2006. También defiende una búsqueda permanente de imágenes para expresar las ideas.
Desde 1976 vive en Nueva York aunque se trasladó a Hamburgo a finales de los años ochenta para trabajar de director artístico en Stern. En 1989 fue el primer fotógrafo alemán en entrar en la agencia Magnum, siendo nombrado vicepresidente en 1992 y presidente en 2003 hasta 2007. En su trabajo se declara humanista y trata de mostrar esto en sus imágenes de periodismo fotográfico.
Su esposa Eva murió en 2002 y se casó después con la cineasta Christine Kruchen. 
Durante el siglo XXI ha centrado su interés y trabajo fundamentalmente en Sudamérica, región y pueblos por los que se siente cautivado.